# David Cooney
David John Cooney (* 29. April 1954 in London, England) ist ein irischer Diplomat.
Cooney studierte an der Keele University Politik und Geschichte. 1976 erhielt er seinen Bachelor of Arts mit Auszeichnung. Cooney begann nun im irischen Landwirtschaftsministerium (Department of Agriculture) in Dublin als Executive Officer zu arbeiten. 1978 wechselte er in das ebenfalls in Dublin gelegene Ministerium für den öffentlichen Dienst (Department of Public Service) und wurde hier bis 1979 als Administrative Officer tätig. Danach wechselte er 1979 in das irische Außenministerium (Department of Foreign Affairs). Nach verschiedenen Posten als Dritter Sekretär wurde Cooney von 1981 bis 1985 Sekretär an der irischen Botschaft beim Heiligen Stuhl.
Seine weitere diplomatische Karriere, in der er diverse Posten bekleidete, führte ihn unter anderem an die irischen Botschaften in Wien, Brüssel und Paris. Von 2000 bis 2001 war er Stellvertretender Ständiger Vertreter Irlands bei den Vereinten Nationen in New York City im Rang eines Botschafters. Im Jahr 2005 löste er Richard Ryan als Ständigen Vertreter Irlands bei den Vereinten Nationen in New York City ab. Er selbst behielt dieses Amt bis 2007 und wurde dann von John Paul Kavanagh abgelöst. Cooney wurde nun neuer irischer Botschafter im Vereinigten Königreich und bekleidete diesen Posten von 2007 bis 2009. Cooney kehrte nun nach Irland zurück um Generalsekretär im irischen Außenministerium zu werden. Im selben Jahr wurde ihm die Ehrendoktorwürde von der Keele University verliehen.
Cooney ist verheiratet und hat vier Kinder, einen Sohn und drei Töchter.